# Phil Davis
Phil Davis (* 4. März 1906 in St. Louis, Missouri; † 16. Dezember 1964) war ein US-amerikanischer Comiczeichner und Illustrator.

## Leben und Werk
Parallel zu seinem Studium an der Washington University Art School arbeitete Davis in der Werbeabteilung einer regionalen Telefongesellschaft. Im Jahr 1928 wechselte er in die Werbeabteilung der St. Louis-Dispatch. Zusammen mit Lee Falk schuf Davis im Jahr 1933 den Comic Mandrake, der ab dem 11. Juni 1934 als daily strip erschien. Während des Zweiten Weltkriegs als Illustrator für den Flugzeughersteller Curtiss-Wright wurde er durch seine Frau Martha, eine Modezeichnerin, bei Mandrake unterstützt. Davis erlag im Dezember 1964 einem Herzinfarkt.